# Superklaus
Superklaus (originalmente titulada 4 Days Before Christmas, que en español se traduce como 4 días antes de Navidad) es una película animada hispano-canadiense de comedia, aventuras y fantasía de 2024, dirigida por Steven Majaury, codirigida por Andrea Sebastiá, y escrita por Phillipe Ivanusic-Vallée y Sylvie Bélanger basándose en una idea original de François Trudel. Está protagonizada por las voces de Harland Williams, Millie Davis, Paul Van Dyck y Colm Feore. Se estrenó en el Festival de Sitges el 6 de octubre de 2024, y tiene previsto su estreno en España para el 5 de diciembre de 2024, con distribución de Filmax.

## Reparto
- Harland Williams como Santa Claus/Superklaus
- Millie Davis como Billie
- Paul Van Dyck como Leo
- Colm Feore como Frank Fafnir
- Lucinda Davis como la madre de Billie
- Daniel-Antonio Hidalgo como el padre de Billie
- Tallula Dinsmoore como Alicia

## Producción
En noviembre de 2022, las productoras españolas 3Doubles Producciones y Capitán Araña, y la productora canadiense Groupe PVP, anunciaron por primera vez la película de animación 4 Days Before Christmas (4 días antes de Navidad en español). Originalmente, PVP Media comenzó a desarrollar el proyecto como una miniserie de cuatro capítulos, pero cuando los productores españoles sugirieron reconvertirla en una película, el estudio aceptó. En junio de 2023, se anunció que el título de la película había sido cambiado de 4 Days Before Christmas a Superklaus. El presupuesto de la película es de 4.5 millones de euros, con 2 millones de los productores canadientes y 2.5 millones de los productores españoles, incluyendo un millón de euros procedentes de las ayudas generales del ICAA.

## Lanzamiento y marketing
En marzo de 2023, cuando la película aún se llamaba 4 Days Before Christmas, se anunció que en España la película sería estrenada por Filmax el 15 de diciembre de 2023; sin embargo, en diciembre de 2023 se anunció que la película había sido atrasada hasta Navidades de 2024, ante la necesidad de depurar algunas escenas y el objetivo de cerrar más ventas internacionales. En septiembre de 2024, se anunció que Superklaus tendría su estreno mundial en el Festival de Cine de Sitges el 6 de octubre de 2024. En octubre de 2024, Filmax lanzó el tráiler de la película y programó su estreno final en cines para el 5 de diciembre de 2024.